# ديون براندون
ديون براندون (بالإنجليزية: Dion Brandon)‏ (8 يونيو 1986 بجزر كايمان في المملكة المتحدة - ) هو لاعب كرة قدم بريطاني في مركز الوسط. شارك مع منتخب جزر كايمان لكرة القدم.

## وصلات خارجية
- ديون براندون على موقع الاتحاد الدولي (مؤرشف)  (الإنجليزية)
- ديون براندون على موقع قاعدة بيانات كرة القدم.إي يو (الإنجليزية)
- ديون براندون على موقع ناشيونال فوتبول تيمز (الإنجليزية)
- ديون براندون على موقع Soccerway.com (الإنجليزية)